# آرامگاه سید حمزه
بقعه سید حمزه یا «ساری‌گل آقاسی» (به ترکی آذربایجانی یعنی «آقای گل زرد») به گفته برخی مقبره حضرت سید حمزه بن موسی الکاظم است که به صورت گنبد مدور کوچکی در ضلع غربی بقعه سیدامین‌الدین جبراییل در روستای کلخوران بنا شده است.
آنگونه که در کتاب مراةالبلدان عنوان شده قبر سید حمزه بن موسی الکاظم در شهر ری واقع در حرم عبدالعظیم می‌باشد. ولی به روایت بعضی از کتب تاریخی از جمله کتاب بحرالانساب ابن عتیبه قبر حمزه فرزند موسی کاظم در روستای کلخوران است. 
دلیل اشتهار سید حمزه به «ساری‌گل آقاسی» این است که گویا در یکی از شورش‌های داخلی، زنی از ترس به درخت گل زردی که در پای دیوار مقبره سید حمزه بوده پناه می‌برد و از این حادثه به طرز معجزه آسایی نجات می‌یابد و بدان جهت حضرت سید حمزه بدان نام مشهور شده است.